# Canimated Nooz Pictorial, No. 14
Canimated Nooz Pictorial, No.14  è un cortometraggio muto del 1916. Il nome del regista non viene riportato nei crediti.

## Produzione
Il film fu prodotto dalla Essanay Film Manufacturing Company.

## Distribuzione
Uscito in sala il 16 agosto 1916, era un cortometraggio di animazione in una bobina.